# Maidana cinnamomaria
Maidana cinnamomaria là một loài bướm đêm trong họ Geometridae.